# Eva-Maria Poptcheva
Eva-Maria Poptcheva (ur. 17 października 1979) – hiszpańska polityk i prawniczka, deputowana do Parlamentu Europejskiego IX kadencji.

## Życiorys
Urodziła się w Bułgarii. Ukończyła studia prawnicze na Uniwersytecie Albrechta i Ludwika we Fryburgu. Doktoryzowała się z prawa konstytucyjnego na Uniwersytecie Autonomicznym w Barcelonie. Pracowała jako prawniczka w Niemczech i Hiszpanii, później została urzędniczką w Parlamencie Europejskim, w którym kierowała działem spraw legislacyjnych.
W wyborach w 2019 kandydowała do Europarlamentu z ramienia partii Obywatele. Mandat posłanki do PE IX kadencji objęła we wrześniu 2022, zastępując Luisa Garicano. W 2024 związała się z Partią Ludową.